# 吉田次郎 (音楽家)
吉田 次郎（よしだ じろう、1958年6月17日 - ）は、日本のギタリスト、編曲家、作曲家、音楽プロデューサー。

## 概要・経歴
福岡県生まれ。7歳でクラシック・ギターを始め、15歳でギター・コンクールで優勝。15歳にジョン・コルトレーンを聴きジャズに興味を持つ。福岡県立京都高等学校を卒業後、早稲田大学に入学と同時に上京し、スタジオ・ミュージシャンとしてプロ活動を始める。大学卒業後、1983年に渡米し、1984年にアメリカのバークリー音楽院に留学。修了後は1年半程、同学院の講師をつとめる。ティースタイルマネージメント所属。

## 音楽活動
1988年、ニューヨークのマンハッタン・スクール・オブミュージックに於いてコンポジションとアレンジメントの修士課程を取得。本格的な音楽活動をニューヨークに移し、オリヴァー・レイクやエディ・ゴメスといったハードコアなジャズからジョー・サンプル、ジョー・チェンバース、セルジオ・メンデス、シンディ・ローパー、ピーター・ガブリエル、ポール・マッカートニーといったポップ・アーティストのツアー・サポートまで幅広く活動。ギタリストとしては自らのグループを主宰し、実験的な音楽活動も続けている。
プロデューサーとしてはアントニオ・カルロス・ジョビンへのトリビュート作『エアーズ・トゥ・ジョビン』でアストラッド・ジルベルトを起用したり、ニューヨーク・ヴォイセスとマンハッタン・トランスファーのジャニス・シーゲルを共演させたプロジェクトトリビュート・トゥ・カーペンターズを完成させている。
1995年、ナショナルジオグラフィック社による『セイブ、レインフォレスト』という記録映画の音楽監督として、その音楽が同年のグラミー賞にノミネートされる。コマーシャル分野においては、ケビン・コスナー主演『ダンス・ウィズ・ウルブズ』、ブラッド・ピット主演『リバー・ランズ・スルー・イット』のオーケストレーションを担当し、シカゴ交響楽団・LA響・ロンドン室内管弦楽団等と共演。 その他には、テレビ・コマーシャル制作として 「ダイエット・コーク」「シンガポール航空」「NEW YORK TELEPHONE」「JC PENNY」等、手掛ける。
1998年-2001年まで、TBS系列『ブロードキャスター』のテーマ曲を制作。
CHEMISTRY、相田翔子、今陽子、マリーン、石丸幹二、ケイコ・リー、福山雅治、浜崎あゆみ、須川信也、山形由美他のアーティストのレコーディング、ツアーサポートをこなしている。
2000年、キングレコードからポリスターに移籍し、器楽曲アルバムとして『イン・マイ・ライフ』を発表。タカミネギターよりJIRO YOSHIDAシグネイチャーモデルが発売される。
2000年5月、国際連合ニューヨーク本部から日本人としては2人目の国連WAFUNIF親善大使に任命される。7月7日に開催された国連本部内オーディトリアムに於き任命式と記念コンサートに参加。日本総領事を含む24か国のミッションが催される。
2003年10月20〜24日、NHK番組『公園通りで会いましょう』のウィークリーホストを勤める。ゲストには八代亜紀、三宅裕司他が出演。
2005年  インターネットにおける人気ギタリスト第1位に輝く。
2009年1月より三洋電機EneloopのイメージキャラクターとしてTV-CMに出演。5月には、デイヴィッド・サンボーン、ランディー・ブレッカーを起用したニューアルバム『PLATONIC』を発売。
2011年に、吉田が担当した音楽を用いた三洋電機EneloopのTV-CMが、コマーシャル大賞を受賞。
2011年4月15日 『THE LOOK OF LOVE』発売。
2012年『FOR WINTER』発売。
2013年  書籍、DVD、YouTubeと連動したソロギター名曲集を発売。
2014年9月、韓国文化国際交流フォーラムに日本代表として参加。
2015年4月、SMEJより、アルバム『A PASTEL SHADE』発売。
2016年、マリーン、クリヤ・マコトの三人で結成されたユニットTHREESOME発売。
2016年4月、SMEJより、アルバム『CUBIC MAGIC』を発売。最優秀録音賞を受賞。
2017年封切のハリウッド映画の音楽監督を務める。